# Eleição municipal de Piraquara em 2016
A eleição municipal de Piraquara em 2016 foi realizada para eleger um prefeito, um vice-prefeito e 13 vereadores no município de Piraquara, no estado brasileiro do Paraná. Foram eleitos Marcus Mauricio de Souza Tesserolli (Partido Democrático Trabalhista) e Josimar Aparecido Knupp Froes para os cargos de prefeito(a) e vice-prefeito(a), respectivamente. 
Seguindo a Constituição, os candidatos são eleitos para um mandato de quatro anos a se iniciar em 1º de janeiro de 2017. A decisão para os cargos da administração municipal, segundo o Tribunal Superior Eleitoral, contou com 56 721 eleitores aptos e 5 776 abstenções, de forma que 10.18% do eleitorado não compareceu às urnas naquele turno. 

## Resultados

### Eleição municipal de Piraquara em 2016 para Prefeito
A eleição para prefeito contou com 4 candidatos em 2016: Gil Lorusso do Nascimento do Progressistas, Marcus Mauricio de Souza Tesserolli do Partido Democrático Trabalhista, Roberto Rios Oliveira da Cunha Junior do Partido Socialismo e Liberdade, Cleverson Greboggi Cordeiro do Partido Republicano Progressista (1989) que obtiveram, respectivamente, 13 147, 27 413, 679, 2 162 votos. O Tribunal Superior Eleitoral também contabilizou 10.18% de abstenções nesse turno.
| Candidato(a)                                 | Vice                          | Coligação                                        | Votos recebidos | Percentual |
| -------------------------------------------- | ----------------------------- | ------------------------------------------------ | --------------- | ---------- |
| Marcus Mauricio de Souza Tesserolli (PDT)    | Josimar Aparecido Knupp Froes | Pra Fazer Ainda Mais                             | 27413           | 63.16%     |
| Gil Lorusso do Nascimento (PP)               | Gilmar Luis Cordeiro          | Piraquara para os Piraquarenses                  | 13147           | 30.29%     |
| Cleverson Greboggi Cordeiro (PRP)            | Igo da Silva Paula            | Partido Republicano Progressista (sem coligação) | 2162            | 4.98%      |
| Roberto Rios Oliveira da Cunha Junior (PSOL) | Zilma dos Santos              | Partido Socialismo e Liberdade (sem coligação)   | 679             | 1.56%      |

### Eleição municipal de Piraquara em 2016 para Vereador
Na decisão para o cargo de vereador na eleição municipal de 2016, foram eleitos 13 vereadores com um total de 45 012 votos válidos. O Tribunal Superior Eleitoral contabilizou 3 297 votos em branco e 2 636 votos nulos. De um total de 56 721 eleitores aptos, 5 776 (10.18%) não compareceram às urnas.
| Nome                               | Partido político                         | Coligação                 | Votos recebidos | Percentual |
| ---------------------------------- | ---------------------------------------- | ------------------------- | --------------- | ---------- |
| Cicero Soares de Oliveira          | Partido Democrático Trabalhista (PDT)    | Piraquara Cada Dia Melhor | 1826            | 4.06%      |
| Jean Carlos da Veiga dos Santos    | Partido Socialista Brasileiro (PSB)      | Piraquara Cada Dia Melhor | 1400            | 3.11%      |
| Valmir Soares Maciel               | Partido Socialista Brasileiro (PSB)      | Piraquara Cada Dia Melhor | 1096            | 2.43%      |
| Anirton Nonato dos Santos          | Partido Social Cristão (PSC)             | Piraquara Avante          | 1091            | 2.42%      |
| Jose Eugênio Huller                | Partido Humanista da Solidariedade (PHS) | Piraquara da Verdade      | 969             | 2.15%      |
| Weliton Santos Figueiredo          | Partido Democrático Trabalhista (PDT)    | Piraquara Cada Dia Melhor | 935             | 2.08%      |
| Valdeci de Andrade                 | Solidariedade (SD)                       | Piraquara Avante          | 874             | 1.94%      |
| Marcelo Marçal Morini              | Rede Sustentabilidade (REDE)             | Piraquara da Verdade      | 778             | 1.73%      |
| Leonel de Barros Castro            | Partido Social Cristão (PSC)             | Piraquara Avante          | 678             | 1.51%      |
| Evandro da Rocha                   | Partido Republicano Brasileiro (PRB)     | Piraquara Confiante       | 667             | 1.48%      |
| Guanair Denilson Garcia dos Santos | Partido Republicano Brasileiro (PRB)     | Piraquara Confiante       | 598             | 1.33%      |
| Ghiovanny Kowalczuck do Nascimento | Progressistas (PP)                       | Unidos por Piraquara      | 542             | 1.2%       |
| Jeremias Pereira                   | Partido Pátria Livre (PPL)               | Por uma Piraquara Melhor  | 536             | 1.19%      |